# Capassopiscis pankowskii
Capassopiscis pankowskii è un pesce osseo estinto, appartenente agli osteoglossiformi. Visse nel Cretaceo superiore (Cenomaniano, circa 100 - 95 milioni di anni fa) e i suoi resti fossili sono stati ritrovati in Libano.

## Descrizione
Questo pesce era di piccole dimensioni e superava di poco i 7 centimetri di lunghezza. Era dotato di un corpo alto e compresso lateralmente, caratterizzato da una pinna dorsale bassa e allungata che percorreva gran parte della linea mediana del corpo. La morfologia generale e alcune caratteristiche dello scheletro caudale richiamano altri osteoglossiformi attuali come Pantodon, ma vi erano alcune caratteristiche distintive: Capassopiscis possedeva il dermobasiiale e il dermobasibranchiale non ancora fusi insieme, un piccolo centro urale autogeno e tre ipurali dorsali autogeni. Gli altri pesci pantodontidi possiedono dermobasiiale e dermobasibranchiale fusi insieme e nella maggior parte di essi il centro urale " è fuso a una piastra ipurale dorsale. 

## Classificazione
Capassopiscis è considerato il più arcaico tra i Pantodontidae, una famiglia di pesci osteoglossiformi comprendente una specie attuale (Pantodon buchholzi) e altre quattro specie fossili del Libano (Prognathoglossum kalassyi, Pankowskipiscis haqelensis, Petersichthys libanicus e Palaeopantodon vandersypeni). 
Capassopiscis pankowskii venne descritto per la prima volta nel 2022, sulla base di resti fossili ritrovati in Libano nella zona di Haqel, in sedimenti di origine marina risalenti al Cenomaniano.